# Ede Dunai
Ede Dunai est un footballeur hongrois né le 14 juillet 1949 à Budapest. Il évoluait au poste de milieu de terrain.

## Biographie

### En club
Ede Dunai évolue principalement en faveur de l'Újpest FC, club où il joue de 1967 à 1981.
Il dispute avec cette équipe un total de 408 matchs en première division hongroise, inscrivant 20 buts. Il réalise sa meilleure performance lors de la saison 1973-1974, où il marque cinq buts en championnat.
Il remporte avec Újpest neuf championnats de Hongrie, et trois Coupes de Hongrie.
Participant régulièrement aux compétitions européennes avec Újpest, il dispute 34 matchs en Coupe d'Europe des clubs champions, inscrivant quatre buts. Il joue également 23 matchs en Coupe des villes de foires / Coupe de l'UEFA, marquant trois buts. 
Il est demi-finaliste de la Coupe d'Europe des clubs champions en 1974, en étant battu par le Bayern Munich, futur vainqueur de l'épreuve. Le 2 octobre 1974, il inscrit un doublé dans cette compétition, lors d'un match contre le Levski Sofia.
Il atteint par ailleurs la finale de la Coupe des villes de foires en 1969, en étant battu par le club anglais de Newcastle United.

### En équipe nationale
Ede Dunai reçoit 12 sélections en équipe de Hongrie entre 1969 et 1975, inscrivant deux buts.
Il joue son premier match en équipe nationale le 15 juin 1969, contre le Danemark. Cette rencontre perdue 3-2 à Copenhague rentre dans le cadre des éliminatoires du mondial 1970.
Le 19 mai 1971, il joue un match contre la Bulgarie comptant pour les éliminatoires de l'Euro 1972.
Il participe avec la Hongrie aux Jeux olympiques d'été 1972 organisés à Munich. Lors du tournoi olympique, il joue cinq matchs : contre le Danemark, l'Allemagne de l'Est, l'Allemagne de l'Ouest, le Mexique, et la Pologne. Il inscrit un doublé contre les joueurs danois. La Hongrie remporte la médaille d'argent lors de ces Jeux olympiques.
Il reçoit sa dernière sélection le 7 mai 1975, contre la Bulgarie (victoire 2-0 à Budapest).

## Palmarès
- Médaillé d'argent aux Jeux olympiques d'été 1972 avec la Hongrie
- Champion de Hongrie en 1969, 1970, 1971, 1972, 1973, 1974, 1975, 1978 et 1979 avec l'Újpest FC
- Vainqueur de la Coupe de Hongrie en 1969, 1970 et 1975 avec l'Újpest FC
- Finaliste de la Coupe des villes de foires en 1969 avec l'Újpest FC